# Município de Huntington (condado de Gallia, Ohio)
O município de Huntington (em inglês: Huntington Township) é um município localizado no condado de Gallia no estado estadounidense de Ohio. No ano de 2010 tinha uma população de 1.442 habitantes e uma densidade populacional de 15,1 pessoas por km².

## Geografia
O município de Huntington encontra-se localizado nas coordenadas 38° 59′ 42″ N, 82° 23′ 06″ O. Segundo a Departamento do Censo dos Estados Unidos, o município tem uma superfície total de 95.51 km², da qual 94,57 km² correspondem a terra firme e (0,98 %) 0,94 km² é água.

## Demografia
Segundo o censo de 2010, tinha 1.442 habitantes residindo no município de Huntington. A densidade populacional era de 15,1 hab./km². Dos 1.442 habitantes, o município de Huntington estava composto pelo 96,32 % brancos, o 1,6 % eram afroamericanos, o 0,21 % eram amerindios e o 1,87 % eram de uma mistura de raças. Do total da população o 0,49 % eram hispanos ou latinos de qualquer raça.